# Pukeweka Island
Pukeweka Island ist eine Insel vor Stewart Island in der Region Southland im Süden der Südinsel von Neuseeland.

## Geographie
Pukeweka Island befindet sich westlich der Südwestspitze von Stewart Island und im mittleren Teil einer der fünf Inselgruppen der Titi/Muttonbird Islands, die im Südwesten von Stewart Island liegt. Die Insel liegt ungefähr 1,85 km westlich der Küste von Stewart Island und umfasst eine Fläche von rund 2,9 Hektar. Dabei weist sie eine Länge von rund 405 m in Westnordwest-Ostsüdost-Richtung auf und kommt auf eine maximale Breite von rund 130 m in Südsüdwest-Nordnordost-Richtung. Der höchste Punkt der Insel liegt etwas über 20 m.
Die beiden Nachbarinseln sind Taukihepa/Big South Cape Island, rund 80 m südsüdwestlich und Rerewhakaupoko Island, rund 65 m in nördlicher Richtung.